# Jakob Grimminger

Adolf Hitler em 1935. Do lado esquerdo do automóvel se encontra Jakob Grimminger, guardião da Blutfahne

Jakob Grimminger (Augsburgo, 25 de abril de 1892 – Munique, 28 de janeiro de 1969) foi um membro da Schutzstaffel (SS), famoso durante o Nazismo por carregar e proteger a Blutfahne, a bandeira cerimonial do Partido Nacional Socialista dos Trabalhadores Alemães suja de sangue, por dezenove anos.
Jakob Grimminger entrou para o Exército Imperial Alemão quando tinha dezesseis anos de idade. Serviu na Primeira Guerra Mundial como mecânico de 1914 a 1917. Lutou na Campanha de Galípoli. Juntou-se ao Partido Nacional Socialista dos Trabalhadores Alemães (NSDAP) em 1922 e tornou-se membro da Sturmabteilung (SA). Lutou em Coburgo em 1922 e no Putsch da Cervejaria em 9 de novembro de 1923. Trabalhou no Braunes Haus (sede central do Partido Nacional Socialista dos Trabalhadores Alemães), em Munique, onde, em 1926, foi selecionado para tornar-se membro da Schutzstaffel (SS). Foi promovido várias vezes durante seu serviço na Sturmabteilung (SA) e na Schutzstaffel (SS).
Em 9 de novembro de 1923, Adolf Hitler tentou um Golpe de Estado chamado Putsch da Cervejaria, em Munique, na Baviera. Morreram 16 membros do Partido Nacional Socialista dos Trabalhadores Alemães. A bandeira foi coberta com o sangue daqueles que foram baleados pela polícia e tornou-se um dos objetos mais reverenciados do Terceiro Reich, usada nas cerimônias e no juramento dos oficiais da Schutzstaffel (SS).
Depois que Adolf Hitler saiu da Prisão de Landsberg, Karl Eggers entregou-lhe a Blutfahne. Ela ganhou um novo mastro e uma dedicatória com o nome de três mártires do Putsch da Cervejaria, entre eles Andreas Bauriedl, que ao ser baleado no abdômen caiu sobre a bandeira e a sujou de sangue.

## Lista de Promoções
- SS-Mann: 25 de fevereiro de 1926
- SS-Scharführer: Setembro de 1926
- SS-Truppführer: Março de 1929
- SS-Sturmführer: 11 de julho de 1931
- SS-Obersturmführer: 31 de julho de 1933
- SS-Hauptsturmführer: 9 de novembro de 1933
- SS-Sturmbannführer: 20 de abril de 1935
- SS-Obersturmbannführer: 13 de Junho de 1936
- SS-Standartenführer: 20 de abril de 1943

## Condecorações
- Cruz de Ferro (segunda classe)
- Estrela de Galípoli
- Koburger Ehrenzeichen
- Blutorden (No. 714)
- Goldenes Parteiabzeichen der NSDAP